# Копальня Сідней
Копальня Сідней — колишній гірничодобувний майданчик у центральній частині Тихого океану на острові Сідней зі складу архіпелагу Фенікс (наразі належить державі Кірибаті).
У другій половині XIX століття на тлі зростаючого попиту на добрива велись пошуки та видобуток гуано на численних островах світового океану. Острів Сідней певний час вважали безперспективним, хоча розташовані в тій же групі острови Мак-Кін, Ендербері та Фенікс активно розробляла в 1860—1870-х роках американська Phoenix Guano Company. Після завершення її операцій зацікавленість до південної групи архіпелагу Фенікс виявила австралійська Houlder Brothers Company (вела видобуток добрива далі на схід на острові Старбак в архіпелагу Лейн), при цьому не охоплений розробкою Сідней став головним центром видобутку.
Houlder Brothers відправила перший вантаж гуано з Сіднею в 1880-му та вела тут видобуток до 1886-го, після чого перемістила свою діяльність у північну частину архіпелагу Фенікс на острови Бейкер та Гауленд (на той час також покинуті попереднім розробником — American Guano Company).